# Dominion III
Dominion III ist ein Musikprojekt aus Österreich.

## Geschichte
Das Projekt wurde 1998 von Tharen (Alexander Opitz) gegründet. Dies geschah kurz nachdem seine andere Band Dargaard ihr Debütalbum veröffentlicht hatte. Dominion III erschien ihm die geeignete Ausdrucksform seiner Gefühle in einem verschärften Elektro-Stil. Ebenso wie bei Dargaard steuerte auch hier Elisabeth Toriser ihre Stimme bei.
Tharen verlieh ihrem Debütalbum The Hand and the Sword einen Stil von apokalyptischer elektronischer Musik. Diese Musik war sehr ausdrucksstark und hart und behandelte dunkle und zornige Aspekte des Lebens. Tharens Musik zeigt oft diese Wesenszüge, die aus seinem Black-Metal-Hintergrund stammen. Die Band bekam einen Vertrag bei Napalm Records, wie auch schon Tharens andere Projekte.
Die zweite Veröffentlichung kam zwei Jahre nach The Hand and the Sword und bekam den Titel Life Has Ended Here. Dieses Album ging nun stärker in die Elektro-Richtung und war auch erheblich mehr von der Gitarre beeinflusst. Das kam daher, dass der Gitarrist Jörg Lanz aus Tharens Band Amestigon zu ihnen stieß. Die Musik zeigte aber auch weiterhin ihre aggressive Natur kombiniert mit finsteren Soundansichten.
Tharen äußerte, dass die Band eventuell zu einem anderen Musiklabel wechseln wolle, welches stärker auf elektronische Musik konzentriert sei. Das Verhältnis zu Napalm Records sei aber weiterhin gut.

## Diskografie
- 2000: The Hand and the Sword
- 2002: Life Has Ended Here